# Philodromus generalii
Philodromus generalii là một loài nhện trong họ Philodromidae.
Loài này thuộc chi Philodromus. Philodromus generalii được miêu tả năm 1868 bởi Canestrini.